# 倭文神社 (奈良市)
倭文神社（しずりじんじゃ）は、奈良県奈良市西九条町二丁目にある神社。

## 歴史
神護景雲2年(768年)、武甕槌命が鹿島神宮より春日大社に遷座した際、供奉した中臣時風・秀行がこの辰市の地に居住し、常陸国より祖神武羽槌雄神（織部の神）を勧請したという。倭文氏はその後裔で、辰市郷に住み神衣を織ったと伝わる。古くから、「しずりのやしろ」あるいは「ひずりのやしろ」と呼ばれてきた。

## 祭神
- 武羽槌雄神
- 経津主神
- 誉田別命

## 社殿

### 本殿
三間社流造、向拝の柱間一間。 春日大社末社三十八所神社の旧本殿の移しと伝わる。

### 境内社

#### 若宮社
本殿の右に鎮座、祭神は大鷦鷯命。

#### 蛇塚社
境内の東北隅に、独立したような形で鎮座する。祭神は須佐之男命で、八阪神社とも呼ばれる。桁行２尺、梁行１尺６寸の小さな社殿で、少し高くなった所に蛇塚がある。

## 祭事
- 三月祈年祭[4]
- 十月十日例祭[3][4]
- 十一月新嘗祭[4]
- 毎月一日月次祭[4]

### 蛇祭
例祭は蛇祭として知られる。麦藁で5メートルほどの大蛇を造り、街を練り歩いたのち境内に納める。御供も蛇型で、サトイモの茎で作られる。子供相撲が執り行われ、拝殿には1890年(明治23年)の相撲の絵馬が掲げられている。
1915年(大正4年)の神社調査書には、当時の祭礼の様子が次のように残されている。

「当社例祭ニハ十二ノ人形ヲ作リ饌御供ノ上ニ差シ込ミ別ニ大炬ヲ作リテ神社境内ニ持チ込ミ神饌ノ供進終ルヤ直チニ大炬ニ火ヲ放チ之ヲ焼キ盡スノ式アリ傳説ニ云フ往昔大蛇アリテ人ニ害ヲ為スコト往々アリ李(理)源大師深ク之レヲ憐ミ大蛇ヲ打チ平ケ人々ヲシテ安全ナラシメラレタリト云フ」

## ギャラリー

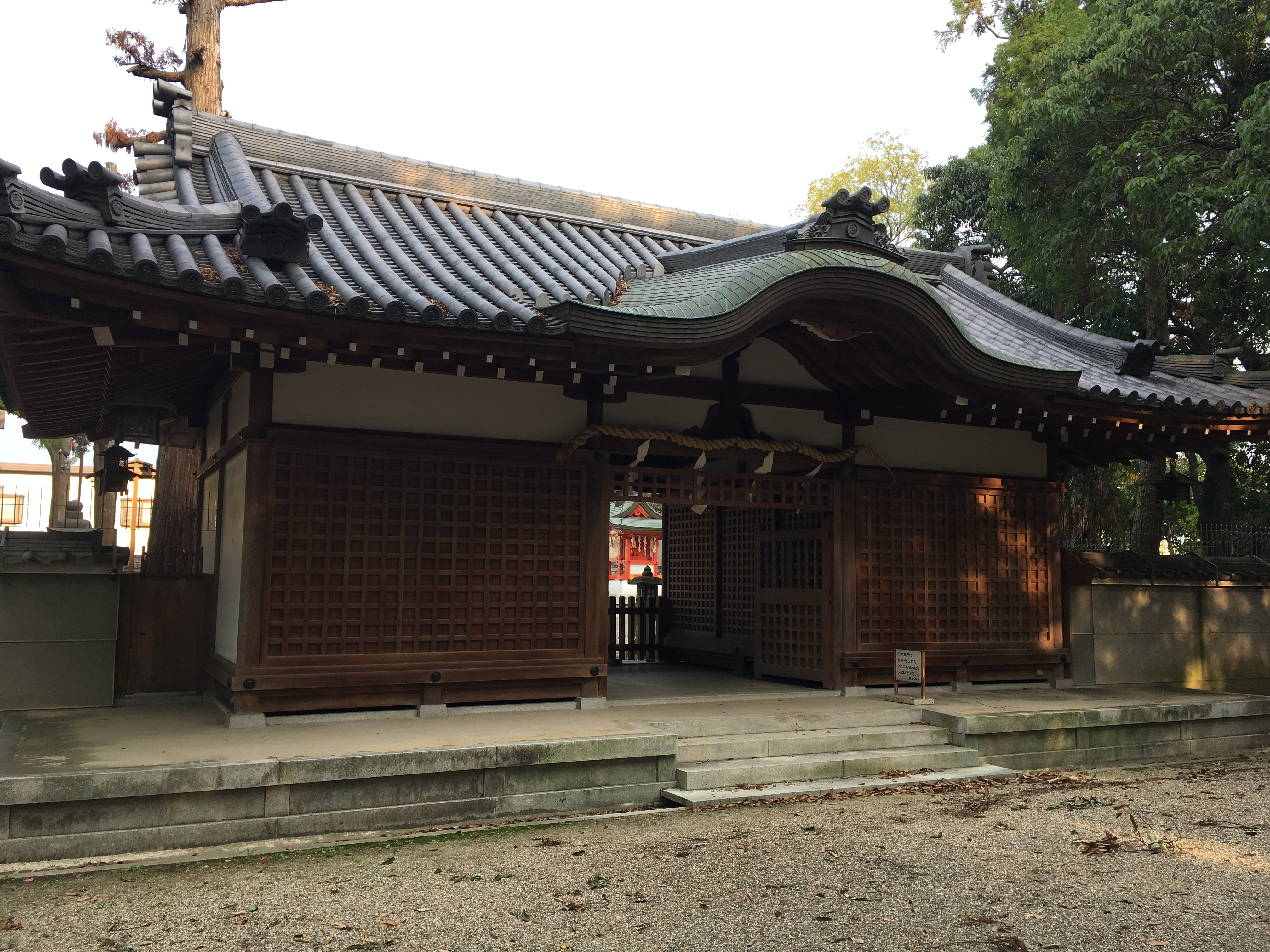
拝殿
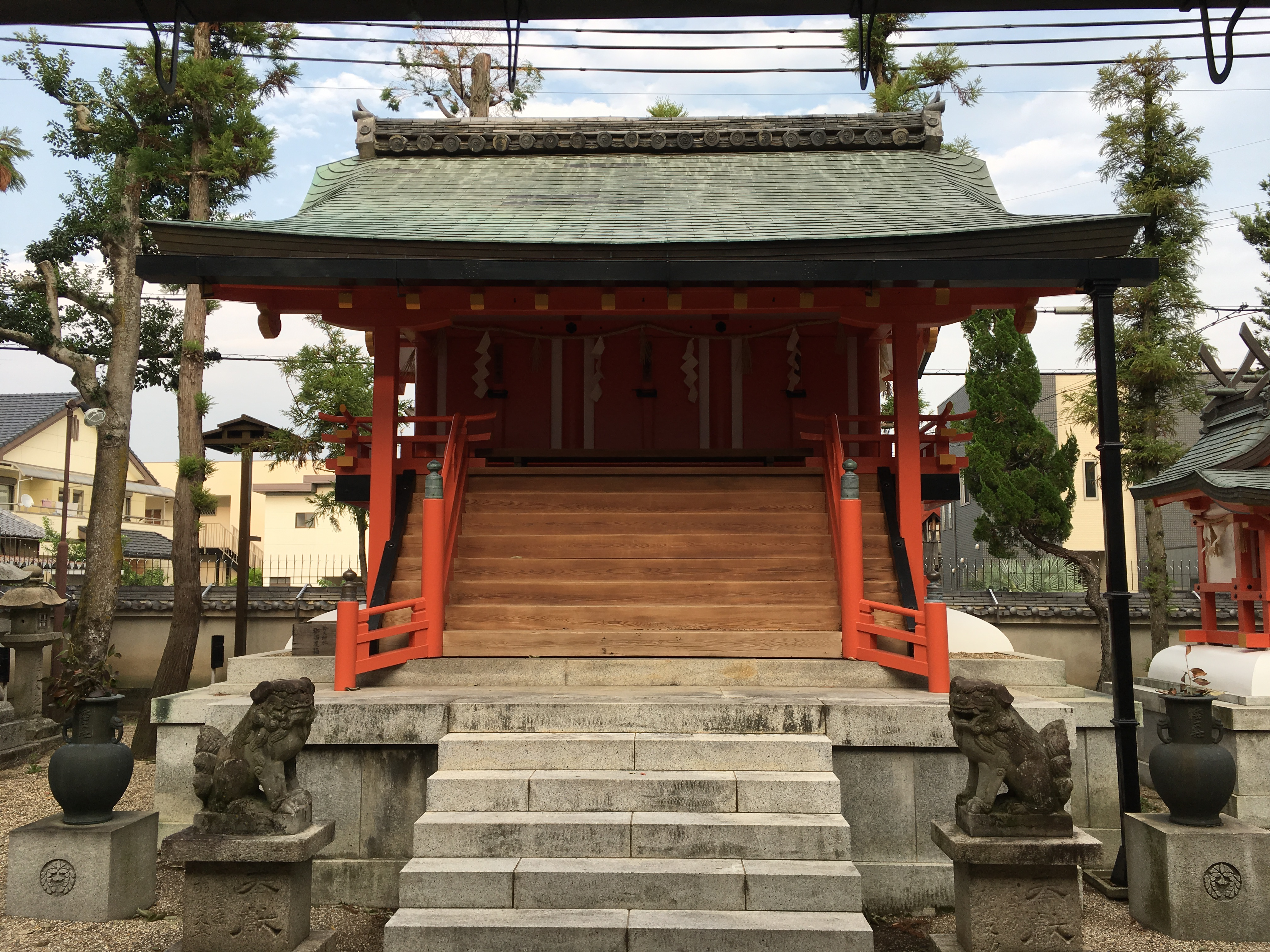
本殿
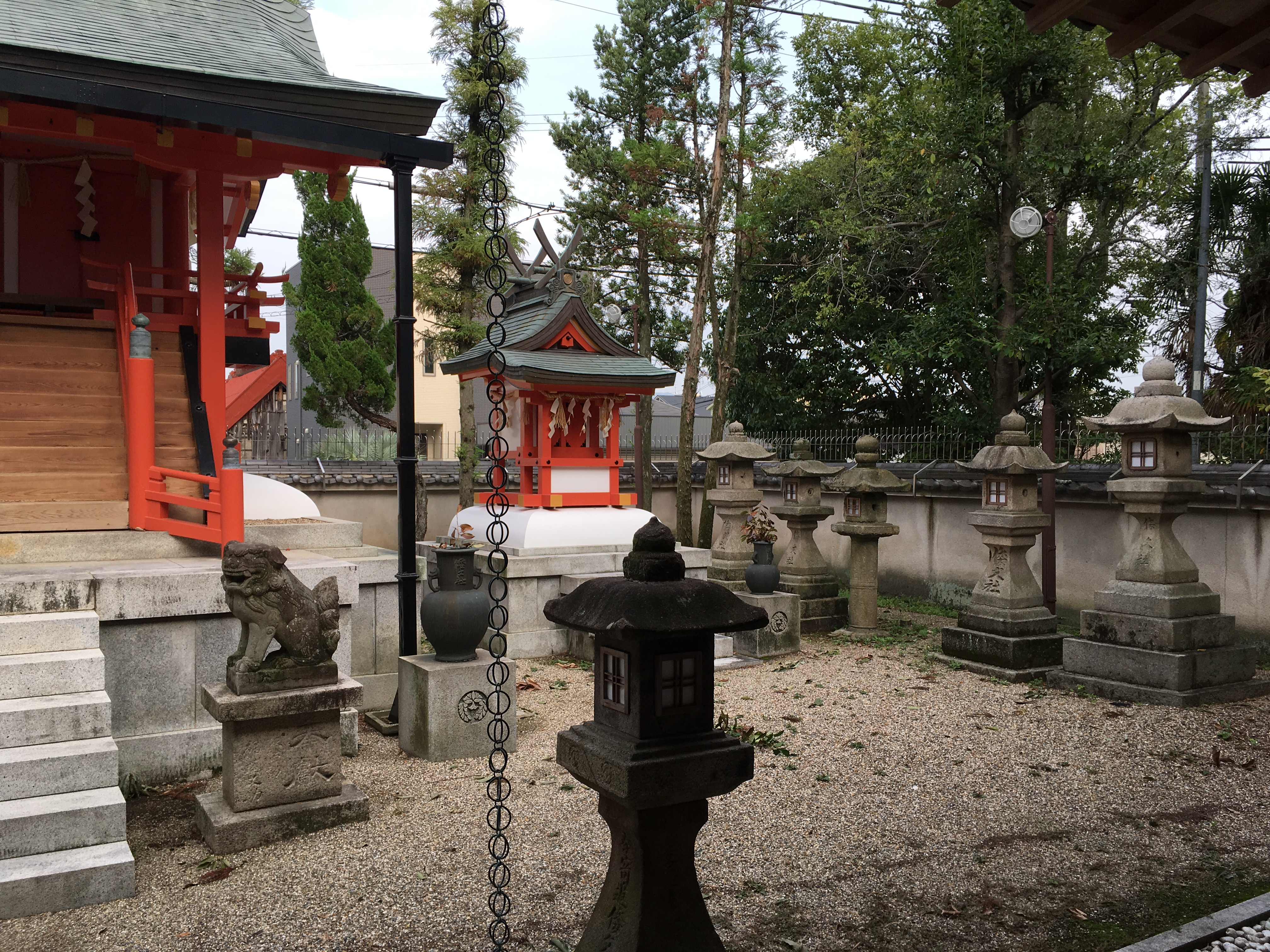
若宮社
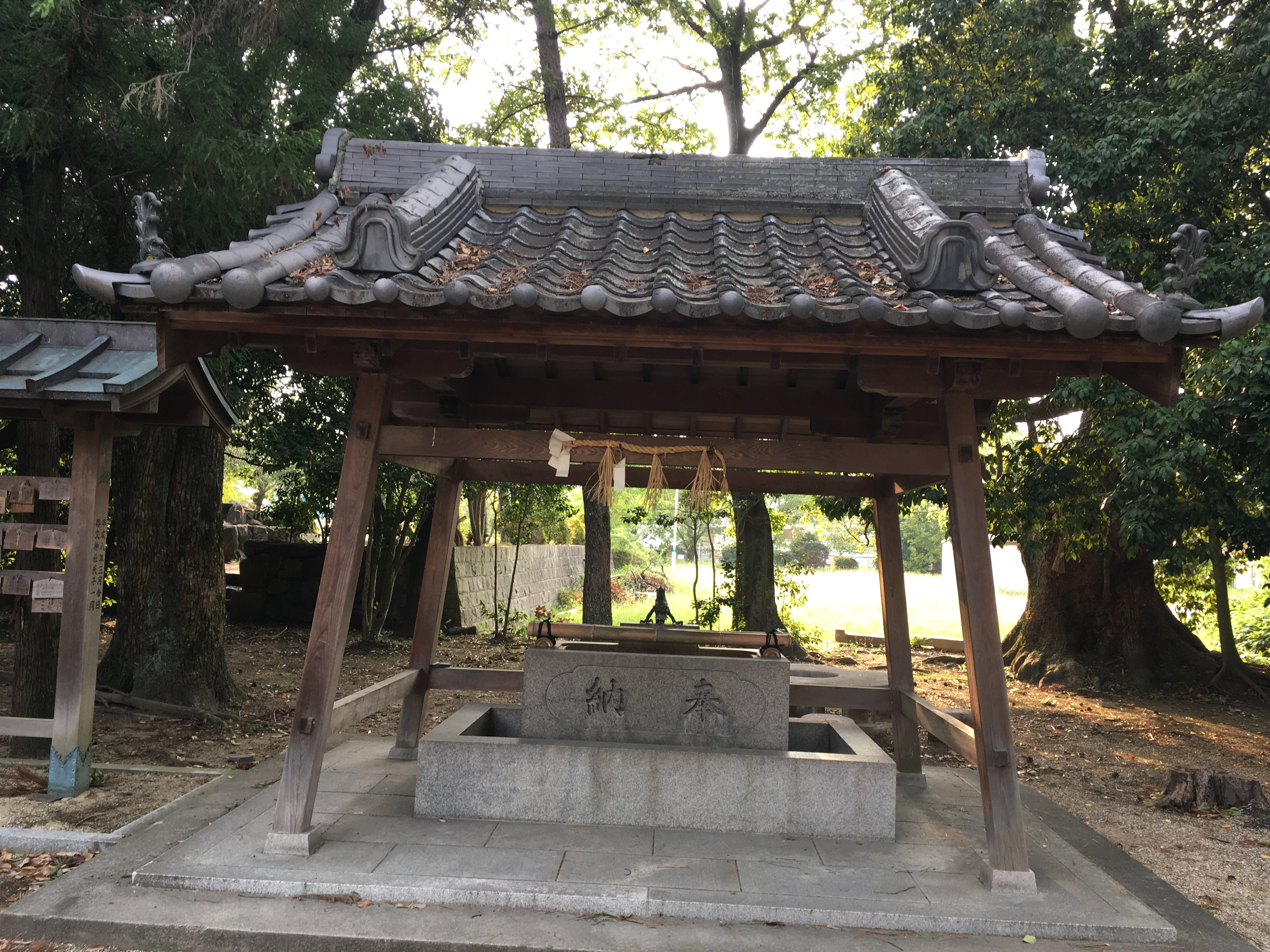
手水舎
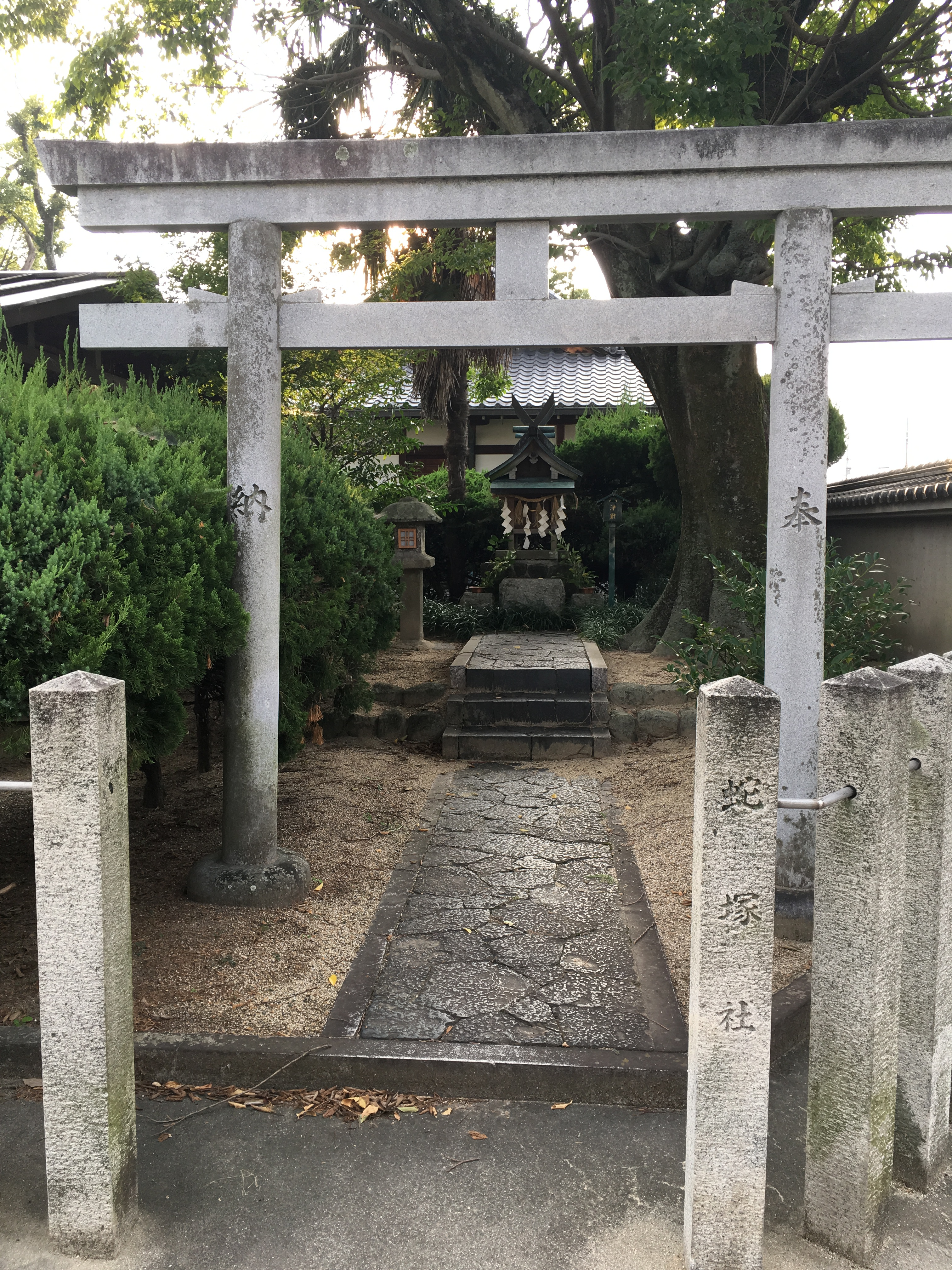
蛇塚社
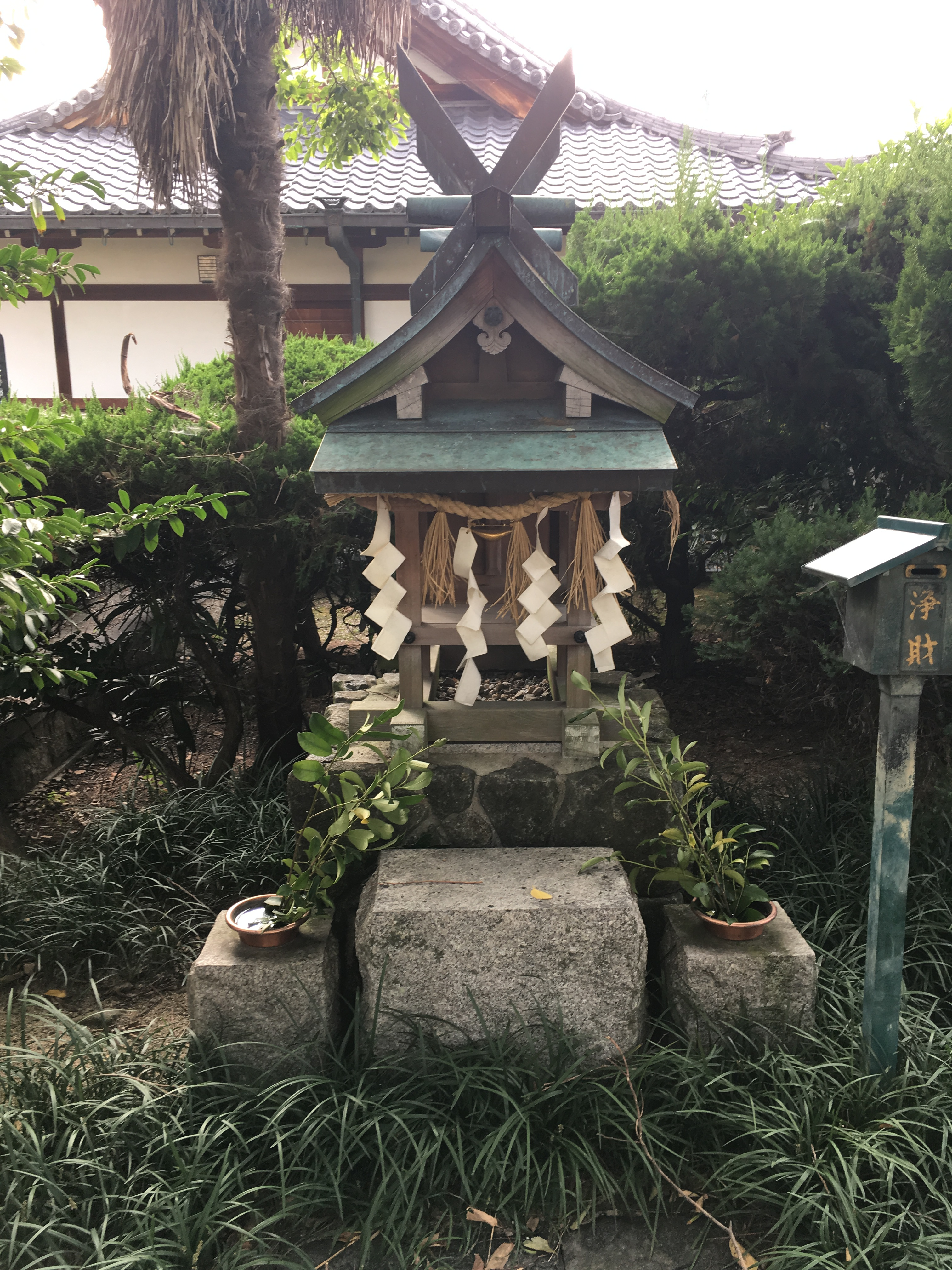
蛇塚社 (社殿)
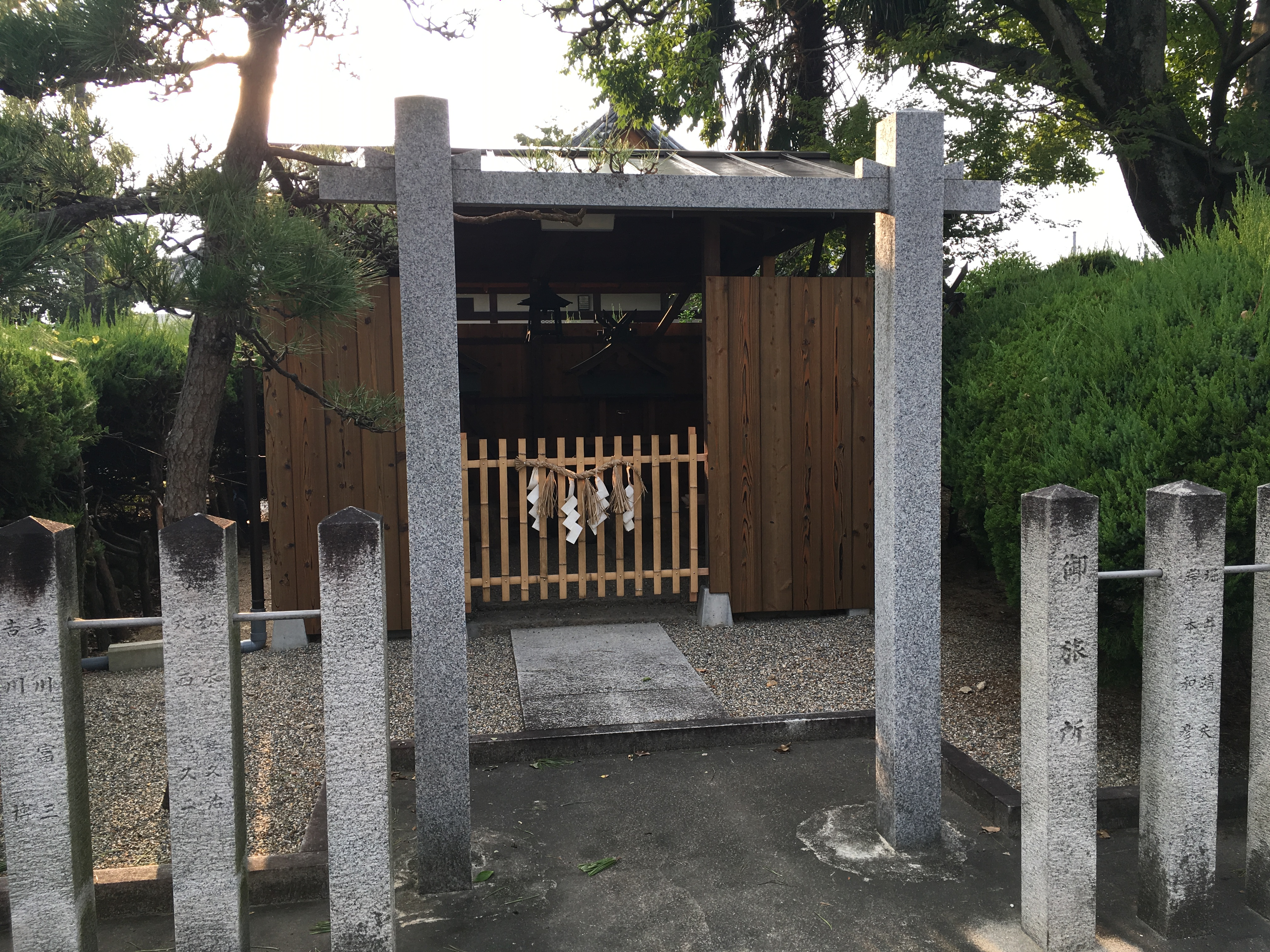
御旅所
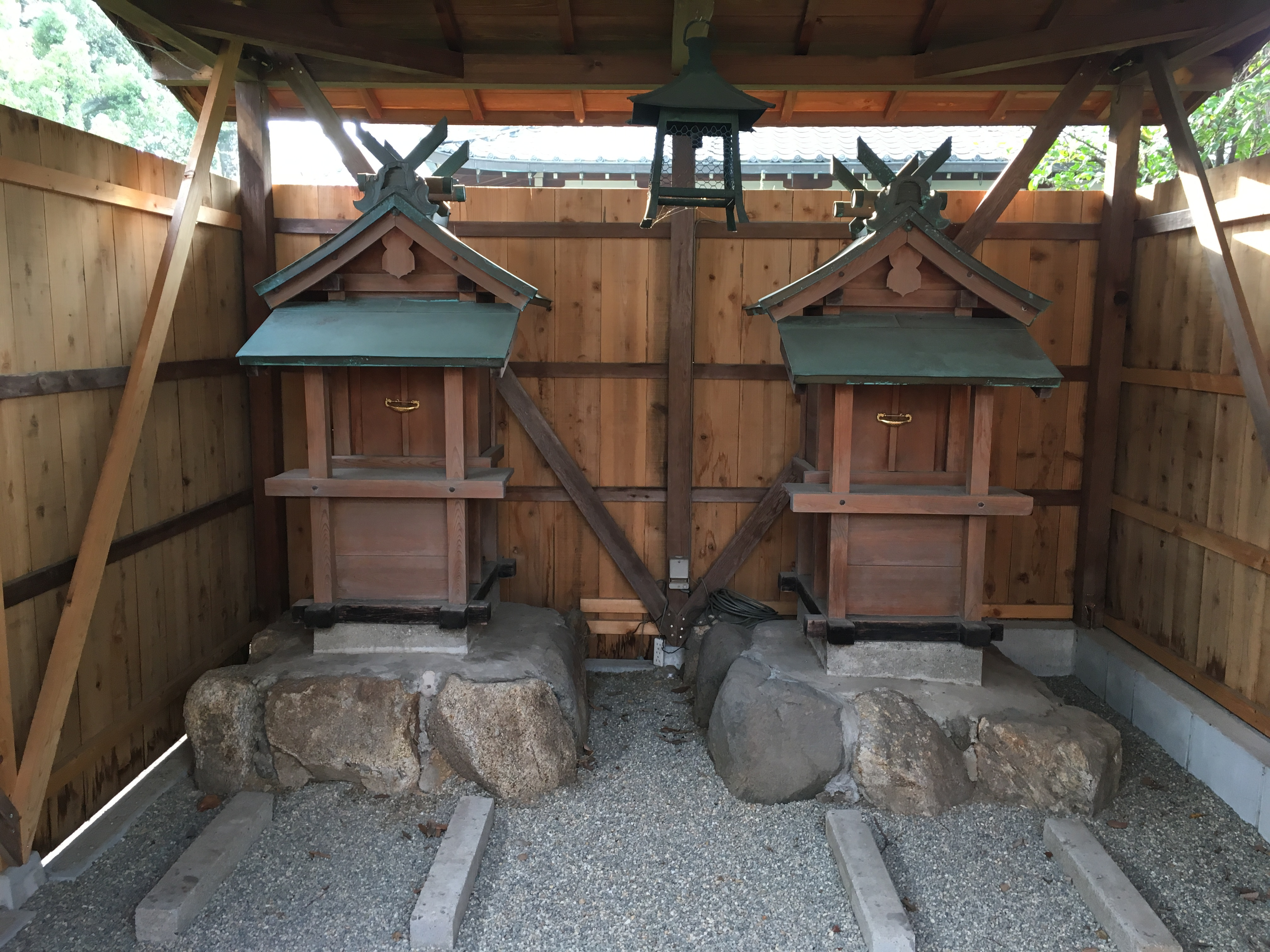
御旅所 (社殿)